# Автономная Советская Башкирская республика
Автономная Советская Башкирская республика (баш. Автономиялы Совет Башҡорт республикаһы; Автономная Башкирская республика, Башкирская Советская республика, БСР, АБСР, АСБР, Малая Башкирия) — автономная республика в составе РСФСР, образованная на территории Башкурдистана 20 марта 1919 года, в результате подписания Соглашения между Башкирским правительством и Советской властью. Является единственной автономной республикой в составе РСФСР, созданной на основе договорных отношений. Соглашение юридически закрепляло создание Башкирской Советской Республики, имело также значение первой её Конституции.
Столица — город Стерлитамак.
В 1922 году была преобразована в «Большую Башкирию» и переименована в БАССР.

## Официальные названия республики
Малая Башкирия — название автономии по документу «Положение об автономии Малой Башкирии», разработанному в январе 1918 года, выполняющего роль конституции.
20 марта 1919 года в результате подписания «Соглашения центральной Советской власти с Башкирским Правительством о Советской Автономной Башкирии» автономия была признана центральными властями и преобразована в Башкирскую Советскую Республику (БСР), также Автономную Башкирскую Советскую Республику (АБСР). Однако в отношении автономной республики в официальных документах применялись различные названия:
- АСБР, Автономная Советская Башкирская Республика[к 1];
- БСР, Башкирская Советская Республика[к 2].

## История

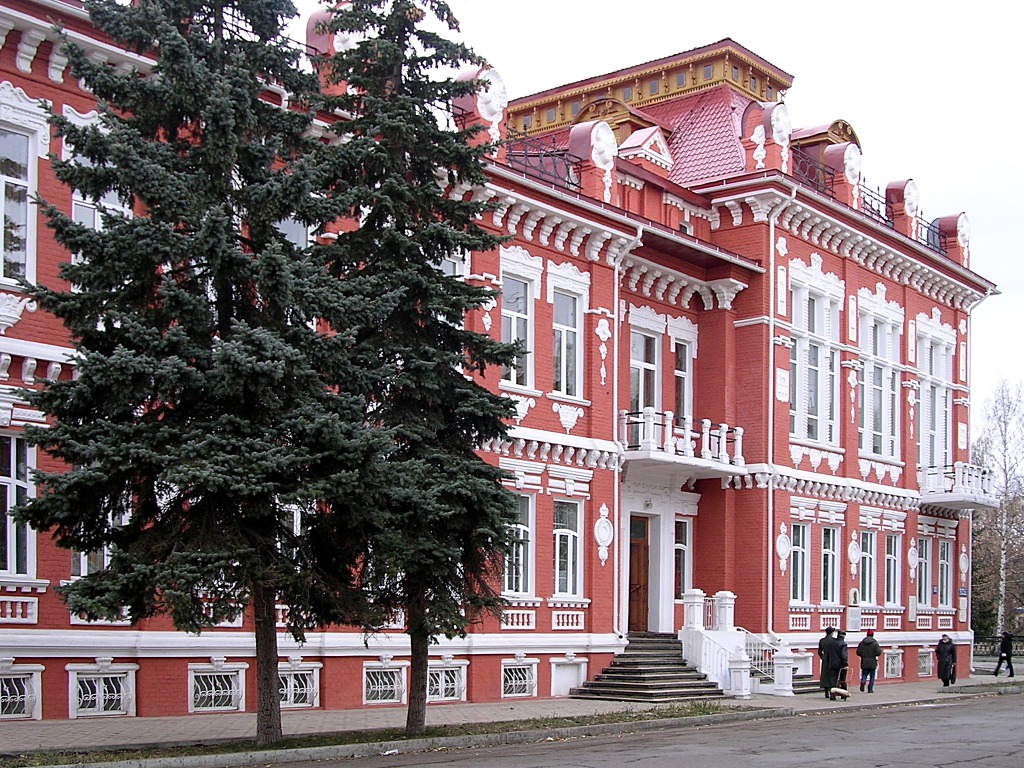
Здание бывшей Земской Управы, местонахождение Башревкома

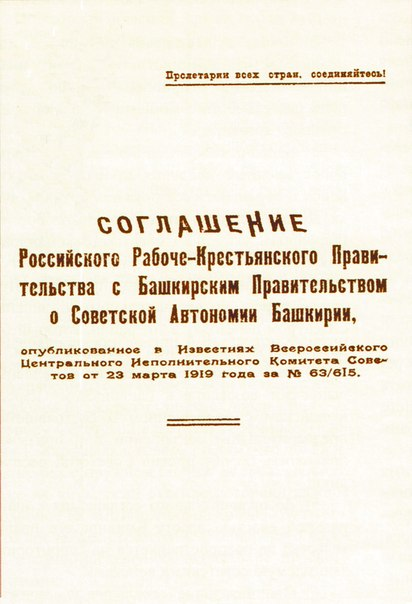
Титульный лист «Соглашения»

### Образование автономии
После Февральской революции 1917 года в регионе начался процесс Башкирского национального движения за создание национально-территориальной автономии. 15 ноября (28 ноября) 1917 года Башкирское центральное шуро провозгласило части территорий Оренбургской, Пермской, Самарской и Уфимской губерний автономной частью Российской республики — территориально-национальной автономией Башкурдистан. Последнее решение было утверждено на III Всебашкирском учредительном съезде (курултае), который проходил 8 декабря (21 декабря) 1917—20 декабря 1917 (2 января 1918) в Оренбурге.
 По конституции «Положение об автономии Малой Башкирии» в январе 1918 года получила название «Малая Башкирия».
После начала переговоров с центральными Советскими властями о переходе Башкирского Войска на сторону Красной Армии, в селе Темясово 26 января 1919 года состоялась реорганизация Башкирского правительства. 21 февраля 1919 года на I Всебашкирском военном съезде был избран состав Башревкома.
18 февраля 1919 года башкирские воинские формирования, ранее активно участвовавшие в боевых действиях против Красной Армии , перешли на сторону Советской власти.В соответствии с Соглашением Центральной Советской власти с Башкирским Правительством о Советской Автономной Башкирии 20 марта 1919 года образована Автономная Башкирская Советская Республика.Оно было опубликовано в газете «Известия ВЦИК» 23 марта 1919 года. Эта дата в советское время считалось как день республики.

### Соглашение (1919)

Сообщение об автономии Башкирской Республики, газ. "Известия ВЦИК".

20 марта 1919 года в Москве было подписано «Соглашение Советской власти с Башкирским правительством об образовании Автономной Башкирской Советской Республики». Этот исторический акт со стороны Советского правительства подписали председатель Совнаркома Владимир Ленин, и.о. председателя ВЦИК Михаил Владимирский и Наркомнац Иосиф Сталин, с башкирской стороны — председатель Башкирского правительства Мухаметхан (Мстислав) Кулаев, член Башкирского центрального шуро Муллаян Халиков и адъютант Башкирского войска Абдрашит Бикбавов. Оно было опубликовано в газете «Известия ВЦИК» 23 марта 1919 года. В соответствии с «Соглашением...» республика была признана центральными органами советской власти и получила название Автономная Советская Башкирская Республика.
Соглашение юридически закрепляло создание Автономной Башкирской Советской Республики, имело также значение первой её Конституции. Оно содержало 16 параграфов об общественном, государственном и административном устройстве Советской Башкирии. В первом параграфе оно устанавливало: «Автономная Башкирская Советская Республика образуется в пределах Малой Башкирии и составляет федеративную часть, входящую в состав РСФСР», т.е. является, выражаясь по сегодняшнему, субъектом Российской Федерации. В основу государственного устройства Советской Башкирии была положена первая Конституция РСФСР.
В 1919—1922 годах в республике работала Башкирская чрезвычайная комиссия по борьбе с контрреволюцией, спекуляцией и саботажем.
6 окт. 1919 СНК РСФСР принял постановление "Об оказании помощи башкирам, пострадавшим от белогвардейцев" — «Башкирпомощь». В постановлении Совета Народных Комиссаров РСФСР за подписью В. И. Ленина говорилось: «Ввиду крайне бедственного положения населения трех районов Башкирской Советской Республики, где особенно жестоко свирепствовали белые колчаковские банды, безотлагательно, в порядке мер чрезвычайного государственного характера, организовать помощь жертвам белогвардейских насилий и погромов на территории Башкирии». Руководители «Башкиропомощь»: Ф.А.Сергеев (дек. 1919— июнь 1920), П.Н.Мостовенко (июнь—июль 1920).
Во время Гражданской войны на территории республики велась борьба между сторонниками Советской власти и Белого движения. В условиях военного коммунизма в республике развернулось крестьянское повстанческое движение 1918—1921 годов. В связи с наступлением Колчака, Башревком был эвакуирован в Саранск, где находился с конца апреля по август 1919 года. 20 августа 1919 года Башревком вернулся в город Стерлитамак, который позднее стал столицей Башкирской Советской Республики. 20 августа 1920 года город Стерлитамак и в ноябре этого же года 16 волостей Стерлитамакского уезда были переданы в состав республики. Был образован Стерлитамакский кантон.

### Становление
19 мая 1920 года ВЦИК и СНК РСФСР приняли постановление «О государственном устройстве Автономной Советской Башкирской Республики», согласно которому аппарат государственной власти в республике складывался согласно Конституции РСФСР из местных Советов депутатов, Башкирского центрального исполнительного комитета (БашЦИК) и СНК. С принятием данного декрета республика фактически лишилась прав политического и экономического суверенитета, которое было гарантировано «Соглашением центральной Советской власти с Башкирским правительством о Советской Автономной Башкирии» от 20 марта 1919 года. Из-за разногласий со ВЦИК и СНК РСФСР о новом юридическом статусе республики в составе РСФСР 16 июня 1920 года Башревком 1‑го состава самораспустился. Принятие данного декрета и отставкой Башревкома 1‑го состава стало одной из причин антибольшевистского вооруженного выступления населения Бурзян-Тангауровского, Тамьян-Катайского и Усерганского кантонов. Весной 1921 года в связи с появлением отрядов Охранюка-Черского, на территории Бурзян-Тангауровского, Кипчак-Джитировского и Усерганского кантонов началась новая волна восстания. 
Голод 1921—1922 годов охватил всю республику: к июлю 1922 года общее число голодающих в регионе достигло 2 миллионов человек. Помощь голодающим государство оказывало, но с большим опозданием: Уфимская губерния и Башкирия были освобождены от продовольственного налога и от возврата семенной ссуды, полученной в 1920 году, а возврат ссуд, взятых в 1921—1922 годах, был перенесен на 1923—1924 годы. Также были организованы общественные столовые, в которых в июле 1922 года кормили около 1,5 млн человек. Также поступала иностранная помощь — всего в 1921—1922 годы в Башкирию из-за границы было завезено 1 817 тысяч пудов различных продуктов, свыше 1 млн банок консервированного молока. Вследствие голода 1921—1922 годов численность населения республики сократилась на 650 тысяч человек (или на 22% от общей численности населения). За эти годы количество крестьянских хозяйств уменьшилось на 82,9 тысяч (16,5%), а посевные площади на 917,3 тысяч десятин (51,6%); поголовье овец уменьшилось на 59,5%, лошадей — на 53%, крупно-рогатого скота — на 37%.

В Конституции РСФСР закреплялась возможность создания автономии внутри РСФСР. Статья 11 говорила, что «…. автономные областные союзы входят на началах федерации в Российскую Социалистическую Федеративную Советскую Республику». Практически эта норма была реализована в конце 1918 года образованием Трудовой коммуны немцев Поволжья, в марте 1919 года — образованием Автономной Башкирской Советской Республики, в мае 1920 года  — образованием Автономной Татарской Социалистической Советской Республики, в июне 1920 года  — образованием Карельской трудовой коммуны и Чувашской автономной области, а также др.. Автономные области и трудовые коммуны, таким образом, так же как и автономные республики, являлись разновидностью автономного областного союза.
В связи с наступлением Колчака, Башревком был эвакуирован в Саранск, где находился с конца апреля по август 1919 года. В Башкирской республике почти не было городов крупных промышленных предприятий. Центры кантонов в большинстве случаев размещались в небольших башкирских селах. Между тем рядом была Уфимская губерния, где проживали и башкиры. Там имелись сравнительно развитая промышленность и пролетариат. Были города, проходили железнодорожные пути сообщения и т. д.
В Уфимскую губернию входил и Стерлитамак, где с 20 августа 1919 года размещались центральные учреждения Башкирской республики, который стал столицей Автономной Башкирской Советской Республики (Башревком просил ВЦИК вернуться в г. Оренбург, но разрешение получил на г. Стерлитамак).
В июле 1920 года в Стерлитамаке был проведён 1-й съезд Советов АСБР, на котором вместо Башревкома был образован постоянный высший орган государственной власти — Центральный Исполнительный Комитет Башкирской республики.
10 мая 1921 г. на совместном заседании БашЦИК и Башобкома РКП (б), был заслушан доклад М. Халикова. В принятом постановлении указывалось:
```
«а) В основу Башкирской Социалистической Советской Республики берется Малая Башкирии в составе ныне существующей Башкирской республики с присоединением Златоустовского горнозаводского района, Архангельского клина (Уфимской губ.), Магнитной горы и минских башкир в составе 19 волостей Белебеевского и Уфимского уездов; б) включить в состав Башреспублики г.Оренбург; в) включить целиком ныне существующую Уфимскую губернию с городом Уфой; г) вклинить башкирские волости Мензелинского уезда по реке Ик. Вышеозначенное принимается с картой, выработанной комиссией». Материалы заседания были переданы в центр для изучения.
```

Расширение Башкирии

26 сентября 1921 г. Оргбюро ЦК РКП(б) предложило Наркомнацу изучить вопрос о Большой Башкирии. В директиве от 4 января 1922 г. Центральный комитет вновь указывает на необходимость ускорения этого вопроса. 7 января Наркомнац вынес постановление о возможности присоединения к Башкирской республике только Уфимской губернии. Башкирская партконференция (январь 1922 г.) решила: «Настаивать перед ЦК на скором перенесения центра в г.Уфу с присоединением уездов, тяготеющих к этому городу по национальным и экономическим причинам. В Москву была направлена группа представителей БашЦИК, участвовавшая в рассмотрении вопроса о расширении границ БСР».
В мае 1922 г. Оргбюро ЦК PКП(б), принципиально согласившись на объединение указанных территорий (Малой Башкирии и Уфимской губернии), рассмотрело вопрос об организации партийных и советских органов Большой Башкирии. В соответствии с этим решением Всероссийский ЦИК 14 июня 1922 г. принял декрет «О расширении границ Автономной Башкирской Социалистической Советской Республики», подписанный М.И.Калининым. Автономная Советская Башкирская Республика была расширена и получила название Автономная Башкирская Социалистическая Советская Республика (Большая Башкирия).

## Административно-территориальное деление

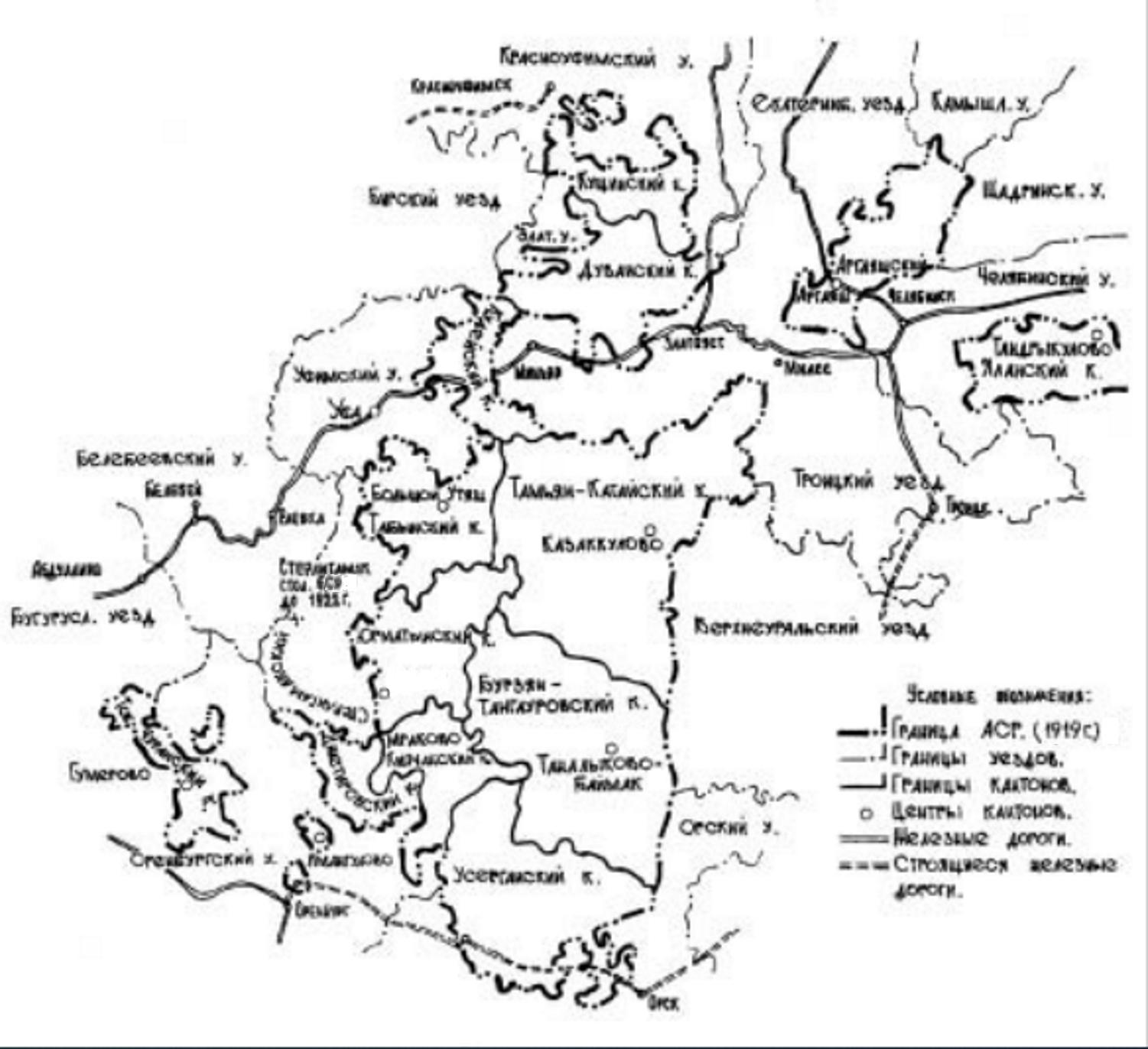
Кантоны «Малой Башкирии» в сентябре 1919 года

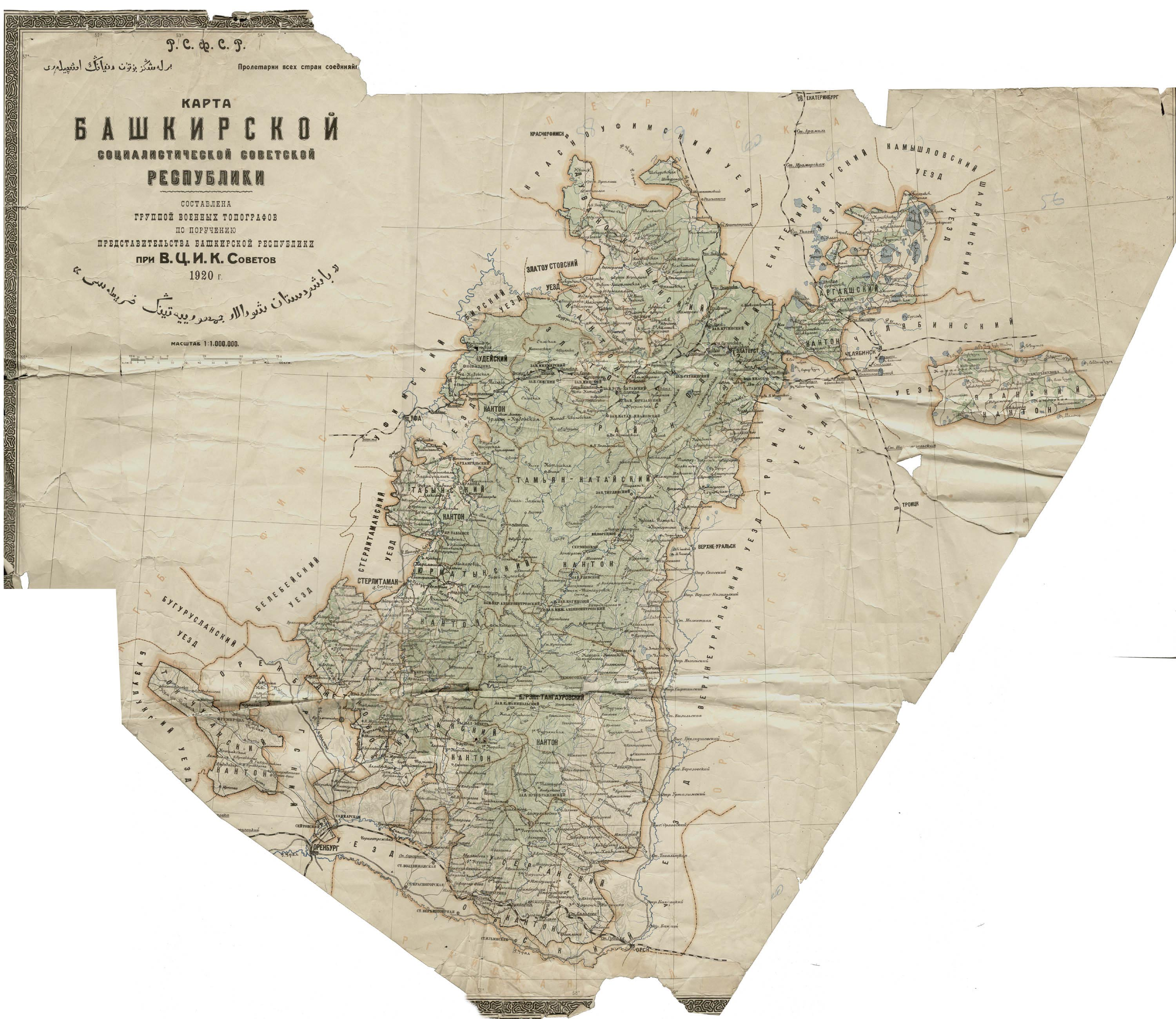
Карта «Малой Башкирии» 1920 года

В 1917 году Башкурдистан («Малая Башкирия») состоял из девяти кантонов: Барын-Табынского, Бурзян-Тангауровского, Джитировского, Ичкин-Катайского, Кипчакского, Куваканского, Тамьянского, Ток-Чуранского и Усерганского кантонов.
В 1918 году «Малая Башкирия» состояла из 13 кантонов: Аргаяшский, Бурзян-Тангауровский, Джитировский, Дуванский, Кипчакский, Кудейский, Табынский, Кущинский, Тамьян-Катайский, Ток-Суранский, Усерганский, Юрматынский и Яланский.
В 1919 году Автономная Башкирская Советская Республика состоял из 13 кантонов: 
Аргаяшский — из волостей: Троицкого уезда — Сызгинской, Челябинского уезда: Аминевской, Башкиро-Теченской, Кунашакской, Тюляковской, Буринской, Байбускаровской, Усть-Багарякской, Кунакбаевской и Екатеринбургского уезда: Саринской, Карабольской, Кульмяковской и Мякотинской. Адрес: ст. Аргаяш, Омской ж. д.;
Бурзян-Тангауровский — из волостей Орского уезда: 1-й Бурзянской, 2-й Бурзянской, 3-й Бурзянской, Бурзян-Таналыковской, Карагай-Кипчакской, Байназаровской, 1-й Тангауровской, 2-й Тангауровской, Воскресенской, Свободной, Кананикольской и Преображенской. Адрес: с. Таналыково-Баймак, Оренбургской губернии;
Джитировский — из волостей Оренбургского уезда: Бурзянской, Мурапталовской, Имангуловской, Аллабердинской, Таймасовской, Сеитовской, и д. Биккулово Ново-Троицкой волости, д. Тимербаево Романовской волости, Кургазинской, Разномойской и Ташлинской. Адрес: Исаево-Дедово, Оренбургской губернии, дер. Имангулово;
Дуванский — из волостей Златоустовского уезда: 2-й Айлинской, Белокатайской, Верхне-Кигинской, Дуван-Мечетлинской, Ибраевской, Калмакуловской, Мурзаларской, Насибашевской, Нижне-Кигинской и Сикиязской. Адрес: ст. Месягутово, Уфимской губ., д. Аркаул;
Кипчакский — из волостей Оренбургского уезда: Юмагузинской, Бушман-Суун-Каракипчакской, 1-й Каракипчакской, 2-й Каракипчакской, Бурзян-Кипчакской и Семено-Петровской. Адрес: с. Мраково, Оренбургской губернии;
Кудейский — из волостей Уфимского уезда: Урман-Кудейской, Булекей-Кудейской, башкирских селений Иглинской волости и д. Бирючево, Надеждинской волости. Адрес: ст. Иглино, Самаро-Златоустовской ж. д., д. Ново-Кулево;
Табынский — из волостей Стерлитамакского уезда: Бишкаиновской, Кси-Табынской, Дуван-Табынской, Кальчир-Табынской, Бузовьязовской, башкирских селений Архангельской волости, составлявших Инзерскую волость, Миркитлинской, Богоявленской; волостей Уфимского уезда: Бишаул-Унгаровской и Биштякинской. Адрес: Архангельский завод, Уфимской губернии, д. Большой Утяш;
Кущинский — из волостей Красноуфимского уезда: Больше-Окинской, Азигуловской, Белянкинской, Шакуровской, Тляшевской, Ювинской, д. Юлай, Ново-Златоустовской области, дд. Верхний Баяк и Средний Баяк, Манчажской волости, д[д.]. Яман-Зилга и Средний Бугалыш, Сажинской волости, волостей Златоустовского уезда: Больше-Кущинской, Екатерининской, Усть-Икинской, Старо-Белокатайской. Адрес: ст. Нязе-Петровский завод, Пермской губ., д. Белянка;
Тамьян-Катайский — из волостей Верхнеуральского уезда: Тамьян-Тангауровской, Кубеляк-Телевской, Катайской, Усмангалинской, Ахуновской, Тептяро-Учалинской, Авзяно-Петровской, Узянской, Кагинской, Белорецкой, Тирлянской, Ломовской и волостей Троицкого уезда: Тунгатаровской, Мулдакаевской, Байсакальской, Вознесенской и Поляковской. Адрес: Белорецкий завод, Оренбургской губ., д. Казаккулово;
Ток-Суранский — из волостей Оренбургского уезда: Кипчакской, исключая выделившуюся в Судьбаровскую волость русскую деревню, Ново-Башкирской, Токской, и Юмран-Табынской, Бузулукского уезда. Адрес: с[т.] Плешановская, Самарской губ., с. Гумерово;
Усерганский — из волостей Орского уезда: 1-й Усерганской, 2-й Усерганской, 3-й Усерганской, 4-й Усерганской, 5-й Усерганской, 6-й Усерганской, Салиховской, Усерган-Хайбуллинской, Самарской, Федоровской, Поимской, Демократической, Кувандыкской, Канчауровской, Куруильской, Чеботаревской. Адрес: ст. Дубиновка, Троицкой ж. д., д. Зиянчурино;
Юрматынский — из волостей Стерлитамакского уезда: Калкашевской, Карагушевской, Четырмановской, Араслановской, Бушман-Кипчакской, Аллагуватовской, Азнаевской, Ильчик-Тимеровской, Гирей-Кипчакской, Макаровской, Юрматынской, Верхоторской, Воскресенской, Татьяновской, Петровской, Федоровской, Дедовской, и Нордовской. Адрес: с. Петровское, Уфимской губернии;
Яланский — из волостей Челябинского уезда — Катайской, Сарт-Калмыковской, Сарт-Абдрашитовской и Карасевской. Адрес: ст. Шумиха, Омской ж. д., д. Тангрикулево.
В ноябре 1920 года Стерлитамакский уезд вошёл в состав Автономной Советской Башкирской Республики и стал Стерлитамакским кантоном.